# Metallolophia danielaria
Metallolophia danielaria är en fjärilsart som beskrevs av Charles Oberthür 1913. Metallolophia danielaria ingår i släktet Metallolophia och familjen mätare. Inga underarter finns listade i Catalogue of Life.